# Ptychamalia nigromarginata
Ptychamalia nigromarginata är en fjärilsart som beskrevs av Paul Dognin 1890. Ptychamalia nigromarginata ingår i släktet Ptychamalia och familjen mätare. Inga underarter finns listade.